# Prosoplus toekanensis
Prosoplus toekanensis là một loài bọ cánh cứng trong họ Cerambycidae.